# 特倫頓 (紐約州)
特倫頓（英語：Trenton）是一個位於美國紐約州奧奈達縣的鎮。

## 人口
根據2020年美國人口普查的數據，特倫頓的面積為113.23平方千米，當中陸地面積為112.34平方千米，而水域面積為0.88平方千米。當地共有人口4297人，而人口密度為每平方千米38人。